# Marshall Clagett
Marshall Clagett   (Washington DC, 23 de gener de 1916 - Princeton, 21 d'octubre de 2005) va ser un historiador i professor estatunidenc, especialista de la història de la ciència medieval.

## Trajectòria
Fins al 1933 es va formar en l'Institut de Tecnologia de Califòrnia. Després, fins al 1937, va estar en la Universitat George Washington. El 1941, es va doctorar en història en la Universitat de Colúmbia. Després de fer una estada d'un any com a instructor en història de la ciència en la Universitat de Colúmbia, es va unir, en la Universitat de Wisconsin, al Departament d'història de la ciència.
Entre 1959 i 1964, va dirigir també l'Institut d'Humanitats d'Estudis Avançats; i el 1964 va ser ja professor permanent. A Wisconsin va organitzar una conferència que fou força influent sobre Critical Problems in the History of Science (Problemes crítics en la història de la ciència" i va editar el volum seminal d'articles resultant.
Va escriure més d'una dotzena de volums sobre història de la ciència, molts dels quals sobre el paper de les matemàtiques en la filosofia natural i sobre matemàtica pura. Entre les seves obres més destacades, cal citar l'estudi The Science of Mechanics in the Middle Ages (La ciència de la mecànica en l'Edat Mitjana), de 1959, que anava acompanyat de moltes traduccions dels autors citats, el seu Archimedes in the Middle Ages (Arquímedes a l'Edat Mitjana), 1964 - 1984, que ja és un clàssic, i tres dels quatre volums projectats del seu Ancient Egyptian Science (Ciència a l'Àntic Egipte).

## Obra principal
- The Science of Mechanics in the Middle Ages, 1959, premiat el 1960[5][6][7]
- Archimedes in the Middle Ages, 1964 - 1984, deu toms.[8][9][10]
- Ancient Egyptian Science, va aconseguir tres toms dels quatre planejats.
- Greek Science in Antiquity.  Courier Corporation, 2001. ISBN 9780486419732.
- Ancient Egyptian Science: Calendars, clocks and astronomy.  American Philosophical Society, 1995. ISBN 9780871692146.
- Ancient Egyptian Science: Ancient Egyptian mathematics.  American Philosophical Society, 1989. ISBN 9780871692320.[11]
- Giovanni Marliani and Late Medieval Physics, 1942[12]
- Nicole Oresme and the Medieval Geometry of Qualities and Motions, 1968[13]